# Goliath (автомобильная марка)
Goliath — германский автопроизводитель, существовавший с 1928 по 1959 год. Являлся частью Borgward group. Штаб-квартира располагалась в Бремене. Компания выпускала трёхколесные автомобили и грузовики, а также среднеразмерные легковые машины.

## Основание
Компания Goliath-Werke Borgward & Co. создана Карлом Боргвардом и Вильгельмом Текленбургом в 1928 году. Первой продукцией стали трёхколесные грузовики, ранее выпускавшиеся компанией Borgward. Первым легковым автомобилем марки в 1931 году стал Goliath Pionier. Он также имел три колеса и одноцилиндровый двигатель.

## Послевоенный период

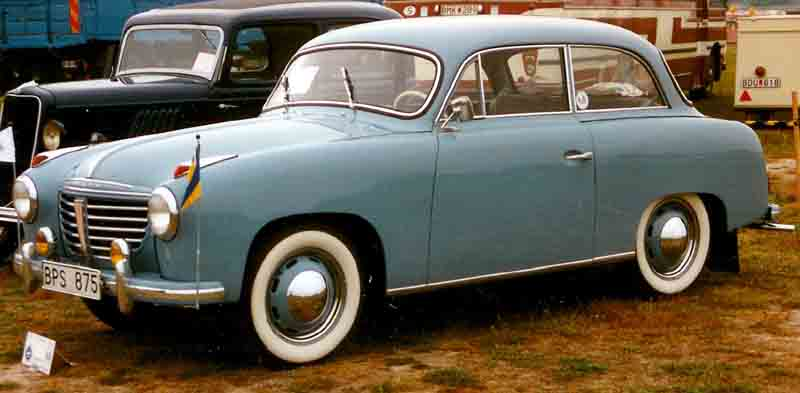
Goliath GP700

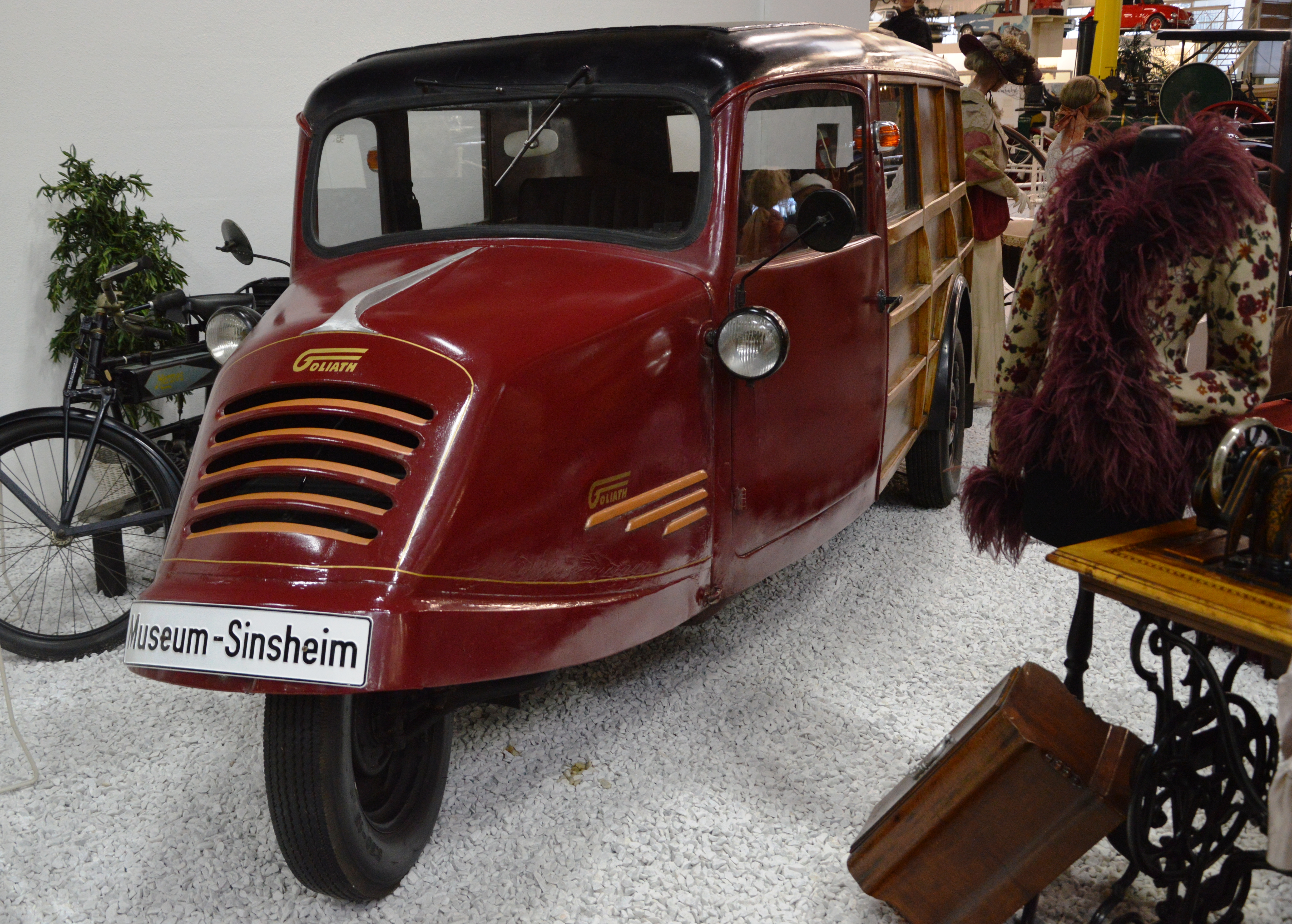
Goliath GD 750 (1952)

После войны Goliath решил выпустить полноценный легковой автомобиль. Им стала модель GP700. Машина имела две двери, передний привод и двухтактный двухцилиндровый двигатель объемом всего 700 см³. В апреле 1951 года на Франкфуртсом автосалоне было представлено купе GP700 Sport с кузовом из дюралюминия и двигателем с непосредственным впрыском бензина фирмы Bosch. Это был первый серийный автомобиль в мире, использовавший технологию впрыска топлива. Мощность двигателя возросла с 25 л.с. до 29 л.с.. В июле 1952 года начали продаваться седаны GP700 E с инжекторным двигателем. Осенью 1955 года появилась модель GP900 E. На неё устанавливали двигатель объемом 886 см³, мощностью 40 л.с.. Это позволяло разгонять автомобиль до 100 км/ч всего за 29 секунд. Помимо инжекторного GP900 E выпускалась версия с карбюраторным двигателем GP900 V. В 1957 году начался выпуск Goliath 1100 с четырёхтактным карбюраторным четырёхцилиндровым оппозитным двигателем объемом 1100 см³.

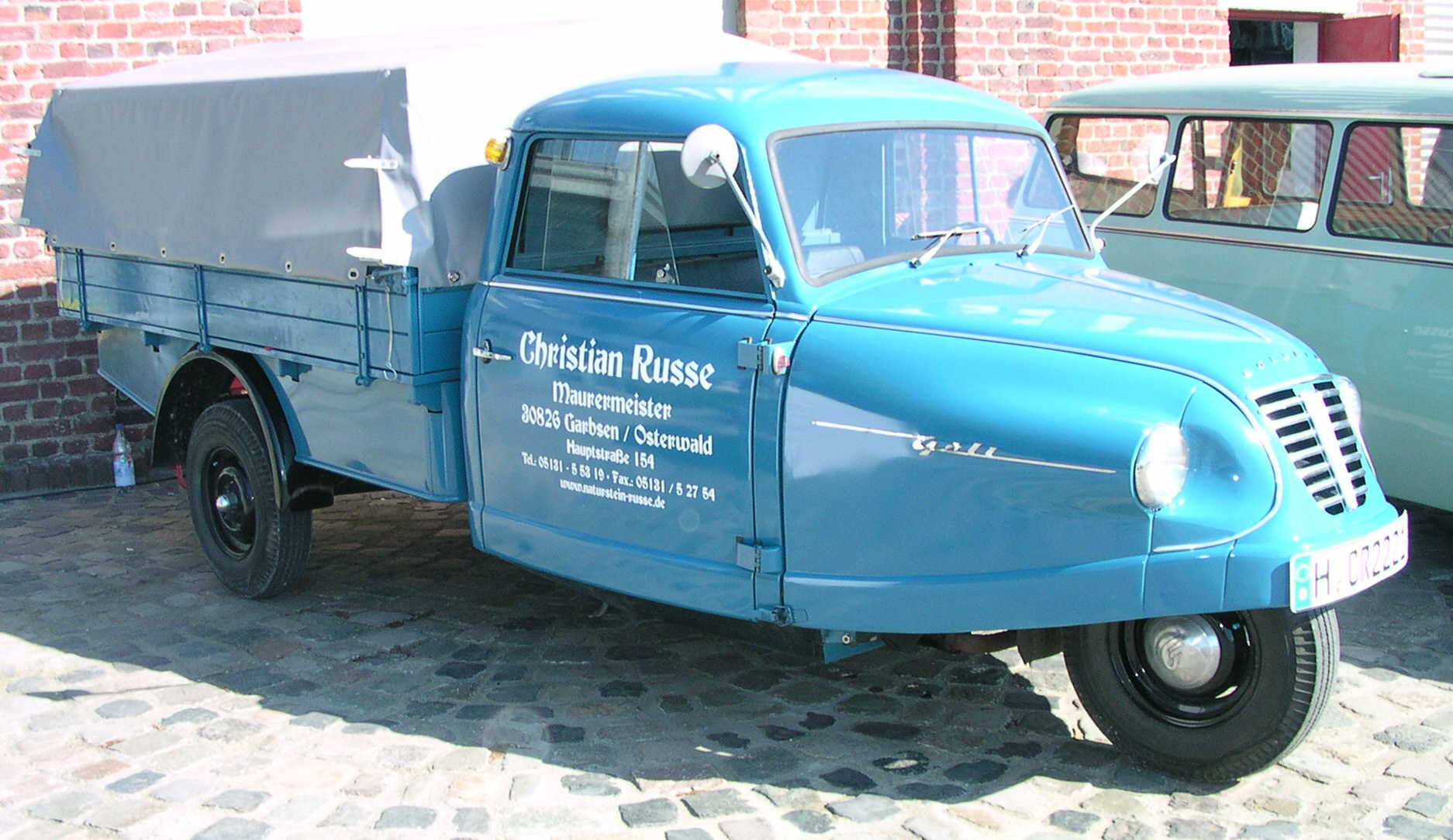
Goliath Dreirad

Помимо легковых автомобилей компания Goliath выпускала грузовики:
- Goliath GD750 (1949—1955)
- Goliath Dreirad (1955—1961)
- Goliath GV800 (1951—1953)
- Goliath Express (1953—1961)

## Конец
С 1958 года Goliath 1100 продавался под маркой Hansa. А в 1961 году группа Borgward закончила своё существование.